# Dinastia de Serpa

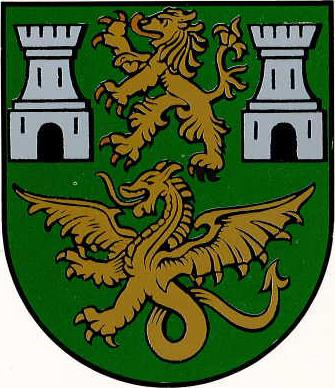
Brasão da família Serpa - de verde, com uma serpe de ouro, voante, encimada por um leão do mesmo, armado e lampassado de vermelho, ladeado por duas torres de prata, abertas e iluminadas de negro.

A Dinastia de Serpa também chamada Casa de Serpa teve origem na pessoa de D. Fernando de Portugal (1217 - 1246), Infante de Portugal e Senhor de Serpa, filho de Afonso II de Portugal e D. Urraca de Castela, rainha de Portugal (1186 - Coimbra, 3 de Novembro de 1220) filha de Afonso VIII de Castela, rei de Castela e de Leonor Plantageneta, foi princesa da Inglaterra e Rainha de Castela. D. Fernando ficou conhecido por o Infante de Serpa.
D. Fernando viveu grande parte da sua vida em Castela onde foi vassalo de Fernando III de Leão e Castela e também de Afonso X de Leão e Castela.
Casou em 1200 com D. Sancha Fernandez de Lara filha do conde  Fernando Nuñez de Lara e de Maior Gonçalves, casamento do qual não teve filhos.
Teve, no entanto pelo menos, um filho ilegítimo, D. Sancho Fernandes Serpa, primeiro Serpa de sobrenome e que foi Prior de Santo Estevão de Alfama.
Como único herdeiro do Infante de Serpa D. Sancho Fernandes Serpa representava então um dos ramos que poderiam levar a sucessão da coroa portuguesa na Dinastia de Borgonha (Afonsina).
Porem, os direitos sucessórios para a coroa portuguesa estavam garantidos pelo ramo direito da família.
A Dinastia de Borgonha deixou de ser a Casa Real de forma que D. Beatriz de Portugal (ou D. Brites de Portugal, Coimbra, 1372 - Madrigal, 1410) Foi destronada pela pela Revolução de 1383-85.
Assim o Ramo de Serpa, até então ramo esquerdo da Família apoia que se a dinastia de Borgonha voltasse ao poder os Serpas reinariam, pois defendiam que deveriam ser os legítimos herdeiros ao trono da dinastia Afonsina sendo descendentes de D. Afonso II e D. Urraca de Castela.
Sabendo que então novas dinastias viriam a governar Portugal José Joaquim de Serpa, 1º Visconde de Alvor em 20 de Agosto de 1898 busca formalizar frente aos monarquistas , a chamada egalité de naissance: a igualdade de nascimento entre os descendentes de D. Afonso II . Essa formalização se deu com a chamada Declaração de Serpa, de 1911, assinada por diversos Serpas e cidadãos.
Desta forma se intitulam “Príncipes de Serpa”' e conservaram entre si o tratamento de Alteza Real, transmitido aos descendentes de Infante de Serpa.
Dessa forma, apesar dos descendentes de D. Beatriz de Portugal da Dinastia de Borgonha, que são da casa Afonsina não terem retido o título de Príncipes de Serpa/Borgonha, tem o status de príncipes porem é hoje uma dinastia desaparecida. Por isso os Serpas passam a ser o ramo direito da Dinastia de Borgonha proclamada Serpa.
Porém a Casa de Serpa perdeu o direito do casamento entre membros da realeza tendo o matrimonio sempre morganaticamente.
A movimentação dos Serpas sempre foi pouco conhecida, pois os mesmos não possuíam influência.
Hoje em dia os Príncipes de Serpa buscam seu reconhecimento frente aos monarquistas como descendentes da Dinastia de Borgonha.